# The Brass Buttons
The Brass Buttons es un grupo de música indie rock de la ciudad de El Puerto de Santa María que desarrolla su actividad desde 2005, considerado como una de las bandas con mejor base de rock americano en España.

## Historia
Del árbol genealógico de Maddening Flames y Driver 8, dos de las bandas indie más importantes de Cádiz, Víctor Navarro y Juanlu González deciden emprender en 2005 un nuevo proyecto junto a María Palacios, Antonio Serrano, David Gómez-Calcerrada y David Ponce. The Brass Buttons toman su nombre de una conocida canción del artista estadounidense Gram Parsons.
Tras dos años de ensayos, se publica a finales de 2008 su LP de debut Wet Behind The Ears con la discográfica madrileña Rock Indiana, quien cuenta con Mamá y The Sunday Drivers entre otros destacados artistas indie. El LP está grabado y producido por Paco Loco y masterizado por Mario G. Alberni. El disco se compone de 13 temas que aún "destila el sonido característico de las bandas de guitarras de raices yankee y también nuevas influencias mediante la asimilación de otros instrumentos" (cuerdas, metales, sintetizadores).
En 2011, publican un segundo disco 'S. O. S. Songs from outer space' de nuevo en Rock Indiana, y también coproducido por Paco Loco. Este segundo trabajo, editado en formato disco-cómic, cuenta las aventuras interestelares del capitán Sidrocket a través de una banda sonora en las que las letras de las 16 canciones son el guion del propio cómic. La tarea de darle vida al universo de Sidrocket corre a cargo del ilustrador madrileño José Fragoso. Por su singularidad, este segundo LP recibe muy buena acogida por parte de la crítica a nivel nacional tanto en prensa como en radio. Participantes habituales de los principales festivales indie nacionales (Monkey Week, Mirador Pop, Alta Fidelidad), realizan en 2009 una gira nacional junto los escoceses "The Primary 5". En septiembre de 2011 su segundo LP recibe la nominación a la categoría de "mejor disco de rock" en el festival "Caceres Pop-Art".
En 2016 se tras haber participado en varias ocasiones en el festival Rust Fest, reunión de bandas a modo de homenaje a Neil Young cuya localización va rotando en varias ciudades en todo el país, son invitados a realizar una versión para un álbum homenaje al 70 aniversario del propio Neil Young. La canción con la que participan es Winterlong. Para la ocasión se incorpora como batería de la banda Pedro Misas, reputado músico miembro de varias bandas de rock en la bahía de Cádiz.
En 2017 Rock Indiana les publica "Seven Seasons", su tercer álbum de larga duración, de nuevo contando con la producción de Paco Loco. Es recibido de nuevo con críticas muy positivas por parte de los medios especializados, incluso siendo mencionados en el Top 10 de los discos de Americana Nacional de 2017 por la revista Mondosonoro, así como en el Top 50 de los mejores discos nacionales en la revista Ruta 66 (revista).
Tras las giras de presentación, en 2018 son invitados por Radio Arrebato (Guadalajara) como banda invitada a la fiesta de 30 aniversario, participando por segunda vez en una "G.A.T.O." (Grabación A Traición Originales) del popular programa de música independiente de Radio3 "Disco Grande", a cargo de Julio Ruiz. Igualmente en este periodo comparten escenario con estrellas de Americana (género musical) como Sid Griffin líder de Coal Porters y Adam Levy líder de The Honeydogs, llegando a realizar en febrero de 2019 una minigira por España como banda de este último como "Adam Levy & The Brass Buttons". Dicha colaboración se plasma en un disco de directo con Rock Indiana en el mismo año.
En mayo de 2019, The Brass Buttons participan en el International Pop Overthrow Festival en Liverpool, con dos actuaciones en distintos escenarios de la mítica sala The Cavern
, en la que The Beatles fraguaron el comienzo de su trayectoria musical.

## Formación
- María Palacios : Voz
- Pedro Misas: Batería y percusión
- David Gómez-Calcerrada: Guitarras y coros
- Víctor Navarro: Guitarras, coros, teclados y programación
- Juanlu González: Bajo

## Discografía
Oficial
- Wet Behind The Ears (Rock Indiana, 2008)
- S.O.S. Songs from Outer Space (Rock Indiana, 2011)
- Seven Seasons (Rock Indiana, 2017)
- Last War Lullaby (en preparación, 2021)

Directo
- Adam Levy & The Brass Buttons: Live at the University of Cádiz (Rock Indiana, 2019)

Recopilatorios
- Música en la Playa: Tributo al 70 aniversario de Neil Young (Rust Fest, 2016)
- VV.AA. - "Pop Parade Vol.10" (Rock Indiana, 2019)